# تپه گل خاطر علیا
تپه گل خاطر علیا مربوط به دوره اشکانیان - دوره ساسانیان است و در شهرستان سرپل ذهاب، بخش مرکز ی، دهستان حومه سرپل، ۵۰۰ متری شمال شرق روستای دستک علیا واقع شده و این اثر در تاریخ ۲۶ اسفند ۱۳۸۷ با شمارهٔ ثبت ۲۵۵۵۱ به‌عنوان یکی از آثار ملی ایران به ثبت رسیده است،این تپه که در گذشته روستایی به همین نام بوده است ، در خلال جنگ ایران و عراق تخریب شد، و هم‌اکنون به دلیل بی توجهی سازمان میراث فرهنگی مورد تخریب قرار گرفته و در حال تبدیل به زمین کشاورزی میباشد.